# آلبرت ریرا (بازیکن فوتبال، زاده ۱۹۸۳)
البرت ریرا (انگلیسی: Albert Riera؛ زادهٔ ۲۸ دسامبر ۱۹۸۳) بازیکن فوتبال اهل اسپانیا است.
از باشگاه‌هایی که در آن بازی کرده‌است می‌توان به باشگاه فوتبال ولینگتون فونیکس و باشگاه فوتبال اوکلند سیتی اشاره کرد.